# Gabriel Debeljuh
Gabriel Debeljuh (n. 28 septembrie 1996, Pula, Istria, Croația) este un fotbalist croat, care joacă pe post de atacant la Sepsi în SuperLiga României.

## Palmares
CFR Cluj
- Liga I (2): 2020–21, 2021–22
- Supercupa României (1): 2020